# John James Audubon

Semnătura lui John James Audubon

John James Audubon (Jean-Jacques Audubon) (n. 16 aprilie 1785 – d. 27 ianuarie 1851) a fost un ornitolog francez-american, naturalist, vânător și pictor.